# Miquel Àngel Terribas i Alamego
Miquel Àngel Terribas i Alamego (Barcelona, 1930 - ibídem, 1986) fou un psicòleg i sacerdot caputxí de l'Ordre dels Frares Menors Caputxins. Era oncle de la periodista catalana Mònica Terribas i Sala.
Estudià en el Col·legi-Escolania de Pompeia gestionat pels caputxins, i fou ordenat sacerdot el 1954 en el Convent de Sarrià. El març de 1969 fundà el Telèfon de l'Esperança de Barcelona, actualment gestionat per la Fundació Ajuda i Esperança.
Morí d'un infart de miocardi a l'octubre de 1986, durant una reunió del consell d'administració de la Caixa de Barcelona, del que n'era membre. En el seu record, l'entitat creà el Premi Miquel Àngel Terribas, dedicat a projectes d'investigació sobre projectes de solidaritat, i que es convocà per darrera vegada l'any 2003.